# 水城角蟾
水城角蟾（学名：Megophrys shuichengensis）一种分布于中华人民共和国贵州省的两栖动物，隶属于角蟾科角蟾属。

## 形态特征
水城角蟾属于一种大型角蟾。成年雌蟾体长108毫米，雄蟾体长118毫米左右。雌蟾上眼睑外侧有一明显的三角形突起；雄蟾指上无婚刺，无声囊。背面呈棕褐色，瞳孔周围有一圈淡黄色线；体腹面色浅，咽喉部正中至腹部前段具一条灰白色纵带。

## 发现
水城角蟾最早发现于贵州省水城县凤凰乡（今六盘水市钟山区凤凰街道）。